# Servicio meteorológico de Canadá
El Servicio meteorológico de Canadá (MSC, por su acrónimo en inglés), también conocido como "El Servicio Canadiense del Tiempo", es una división de Environment Canada, que prioritariamente provee información pública meteorológica y previsión del tiempo, además de avisos de alerta meteorológica por tiempo severo y otros riesgos ambientales. El MSC también monitorea y conduce estudios sobre el clima, ciencia atmosférica, calidad del aire y del agua, hielo, y otros temas del ambiente. El MSC opera además una red de estaciones de radio, a través del Canadá, transmitiendo información del tiempo y ambiental las 24 h por día, llamada Meteoradio Canadá.
Actualmente hay Oficinas de pronóstico, en: Vancouver, Columbia Británica; Edmonton, Alberta; Winnipeg, Manitoba; Toronto, Ontario; Montreal, Quebec; Dartmouth (Nueva Escocia); y Gander (Terranova y Labrador).
El Servicio Meteorológico de Canadá posee certificación ISO 9001:2000.

## Historia

### Observaciones profanas
Antes de 1840, la observación meteorológica en Canadá era hecha por profanos, por entidades (como HBC), y por exploradores, pero esa información no llegaba al público.

### Observatorio Magnético y Meteorológico de Su Majestad
En 1840, oficiales británicos (British Ordnance Department) y de la Royal Society establecieron un Observatorio en Toronto, Alto Canadá, uno de los pocos a través del Imperio Británico.

### Servicio Meteorológico del Dominio
El Observatorio de Toronto finalizó en 1853, aunque el gobierno canadiense se hizo cargo del servicio y continuó recogiendo datos sobre el clima. El 1 de mayo de 1871 (153 años), el Gobierno de Canadá estableció el Servicio Meteorológico de Canadá (MSC), dándole un fondo de $5.000 al Profesor G. T. Kingston de la Universidad de Toronto para establecer una red de observaciones meteorológicas. Esas informaciones fue recogidas y puestas a disposición del público, a partir de 1877. El MSC fue asignado bajo el Ministerio de Marina y Pesca.

### Meteorological Division of the Air Services Branch (División Meteorológica de la Rama de servicios aéreos)
De 1936 a 1946, los servicios estuvieron asignados al Ministerio de Transporte, como Meteorological Division of the Air Services Branch' y como Meteorological Branch desde 1956.

### Atmospheric Environment Service and Meteorological Service of Canada (Servicio de Ambiente Atmosférico y Meteorológico de Canadá)
En 1971, se estableció el Servicio Meteorológico de Canadá, bajo el Ministerio de Ambiente (Environment Canada) in 1971. The AES was renamed later as the Meteorological Service of Canada.

## Directores de Observatorio/MSC
- 1840 Tte. C.J.B. Riddell, Royal Artillery
- 1841 Capitán J.G. Younghusband
- 1841-1853 Capitán Henry Lefroy

- Profesor J.B. Cherriman 1853-1855 - Director Provisional del Observatorio de Toronto
- Profesor G. T. Kingston 1855-1880 - Director del Observatorio de Toronto, y superintendente de MSC
- Charles Carpmael 1880-1894, Director
- Sir R. Frederick Stupart 1894-1929, Director
- John Patterson M.A. F.R.C.S. 1929-1946, Director
- Andrew Thomson D.Sc., M.A. OBE 1946-1959 - Controlador de la División Meteorológica
- Patrick D. McTaggart-Cowan DSc LLD MBE 1959-1964 - Director de la División Meteorológica
- J.R.H. Noble 1964-1971 - Ministro Asistente, Servicio Ambiental Atmosférico
- J.R.H. Noble 1964-1971 - Administrador, Servicio Ambiental Atmosférico

## Sede central
- 1840 Old Fort York (Bathurst Street), Toronto, Alto Canadá - alojados en cuarteles sin utilizar
- 1840-1853 Kings' College, Toronto, Upper Canada/Alto Canadá - todavía se encuentran en el King's College Circle, Universidad de Toronto (ver Observatorio Magnético y Meteorológico de Toronto)
- 1907-1971 Dominion Meteorological Building 315 Bloor Street West, Toronto, Ontario - hoy Edificio de Admisiones y Galardones, Universidad de Toronto[5]
- 1971–al presente: 4905 Dufferin Street, Toronto, Ontario